# André Sorret
André Sorret, né le 29 mai 1918 à Bettaincourt-sur-Rognon et mort pour la France le 2 octobre 1949 à Hương Canh, est un militaire et résistant français, Compagnon de la Libération. 

## Biographie

### Jeunesse et engagement
André Sorret naît le 29 mai 1918 à Bettaincourt-sur-Rognon, aujourd'hui Roches-Bettaincourt, en Haute-Marne, d'un père officier de l'armée. Il fait des études de droit puis commence son service militaire en septembre 1938 au sein du 41e régiment de mitrailleurs d'infanterie coloniale. De mai à septembre 1939, il suis les cours d'élève officier de réserve et est promu aspirant.

### Seconde Guerre mondiale
Sous-lieutenant au 27e régiment d'infanterie de Dijon en janvier 1940, il est détaché à l'école d'aviation de Dinard pour y passer un brevet d'observateur en avion. Lors de la bataille de France, son père, commandant de l'artillerie de la 10e région militaire à Alger, lui conseille de le rejoindre en Afrique du Nord. Arrivé en Algérie, André Sorret décide de se rallier à la France libre et passe à Gibraltar pour s'envoler vers Londres à bord d'un Caudron C.440 piloté par René Mouchotte et embarquant également Henry Lafont et Émile Fayolle. Arrivé en Angleterre, il s'engage dans les forces aériennes françaises libres et suis plusieurs mois de formation et d'entraînement aux camps de Camberley et d'Odiham.
Il retourne finalement dans l'infanterie et est envoyé en Afrique en février 1941 pour rejoindre le bataillon de Mindouli dont il finit par commander la section de reconnaissance et d'observation après sa promotion comme lieutenant en décembre. En octobre 1942, il est muté au bataillon de marche no 1 du commandant Massu et participe à la guerre du désert en Libye puis à la campagne de Tunisie. À l'été 1943, il se trouve au Maroc lors de la constitution de la 2e division blindée dans laquelle il est affecté au Régiment de marche du Tchad (RMT).
Débarqué avec le RMT sur Utah Beach le 1er août 1944, il prend part à la bataille de Normandie puis à la libération de Paris lors de laquelle il se distingue en s'emparant de la place de l'Étoile,. Plus tard, lors de la bataille d'Alsace, il s'illustre à nouveau en infligeant de lourdes pertes à l'ennemi lors d'un raid entre Saint-Quirin et Rehthal puis est blessé lors de la Libération de Strasbourg en novembre 1944,. Promu capitaine en janvier 1945, il décide de rester dans l'armée après la capitulation allemande et se porte volontaire pour le Corps expéditionnaire français en Extrême-Orient dans lequel un bataillon du RMT est intégré au sein du groupement de marche de la 2e division blindée (GM/2e DB),. 

### Après-Guerre
Adjoint du lieutenant-colonel Massu qui commande le GM/2e DB, André Sorret effectue un séjour de deux ans au cours duquel il effectue plusieurs opérations au Tonkin. En mai 1947, il est rapatrié en France pour y passer un brevet de parachutiste et repart en Indochine en 1948 pour devenir l'adjoint au commandant du 5e bataillon colonial de commandos parachutistes.
Le 2 octobre 1949, lors d'une progression à Hương Canh, dans la province de Vĩnh Phúc, André Sorret saute sur une mine et meurt de ses blessures trois heures plus tard. Rapatrié en France, il est inhumé à Blendecques, dans le Pas-de-Calais.

## Décorations
|  |  |  |
|  |  |  |
|  |  |  |

| Chevalier de l'Ordre de la Légion d'Honneur                                          | Chevalier de l'Ordre de la Légion d'Honneur                                          | Chevalier de l'Ordre de la Légion d'Honneur                                          | Compagnon de la Libération Par décret du 13 juillet 1945 | Compagnon de la Libération Par décret du 13 juillet 1945 | Compagnon de la Libération Par décret du 13 juillet 1945 | Croix de guerre 1939-1945                                     | Croix de guerre 1939-1945                                     | Croix de guerre 1939-1945                                     |
| Croix de guerre des Théâtres d'opérations extérieurs                                 | Croix de guerre des Théâtres d'opérations extérieurs                                 | Croix de guerre des Théâtres d'opérations extérieurs                                 | Médaille des blessés de guerre                           | Médaille des blessés de guerre                           | Médaille des blessés de guerre                           | Croix du combattant volontaire Avec agrafe "Guerre 1939-1945" | Croix du combattant volontaire Avec agrafe "Guerre 1939-1945" | Croix du combattant volontaire Avec agrafe "Guerre 1939-1945" |
| Médaille coloniale Avec agrafes "Fezzan-Tripolitaine", "Tunisie" et "Extrême-Orient" | Médaille coloniale Avec agrafes "Fezzan-Tripolitaine", "Tunisie" et "Extrême-Orient" | Médaille coloniale Avec agrafes "Fezzan-Tripolitaine", "Tunisie" et "Extrême-Orient" | Médaille commémorative française de la guerre 1939-1945  | Médaille commémorative française de la guerre 1939-1945  | Médaille commémorative française de la guerre 1939-1945  | Médaille commémorative de la campagne d'Indochine             | Médaille commémorative de la campagne d'Indochine             | Médaille commémorative de la campagne d'Indochine             |

## Hommages
- À Roches-Bettaincourt, son nom est inscrit sur le monument aux Morts de la commune[5].
- À Fréjus, il est mentionné sur le mur du souvenir des guerres en Indochine[6].